# RaRa
Pour les articles homonymes, voir Rara (homonymie).
RaRa, ou Ra Ra, anciennement Young Capone, de son vrai nom Rodriquez Smith, né à Atlanta, en Géorgie, était un rappeur américain. Il lance sa carrière musicale en 2004 lorsqu'il signe au label Virgin Records et publie le single I'm Hot en featuring avec Daz Dillinger de Dogg Pound et Jermaine Dupri. En 2006, il atteint les classements américains avec son single What It Iz. En 2014, il annonce sa propre marque de vêtements appelée Dealers In Paris. Sa mort est annoncée par son agente le 15 août 2023.

## Biographie
Rodriquez est né dans le quartier Thomasville Heights, dans le sud d'Atlanta. Lors d'un entretien avec BallerStatus en 2009, il confie : « Je me suis lancé dans le freestyle à 10 ans. J'ai commencé à faire des rimes à 13 ans. » En 2004, il signe un contrat avec le label Virgin Records et publie le single I'm Hot en featuring avec Daz Dillinger de Dogg Pound et Jermaine Dupri,.
Rodriguez signe chez So So Def Recordings en 2005. La même année, il figure sur la compilation produite par Jermaine Dupri, Young, Fly and Flashy Vol.1. Il publie ensuite son single What It Iz le 11 juillet 2006 qui atteint la 68e place des Billboard Hot RnB/Hip-Hop Songs le 16 septembre 2006. Il prévoit un premier album, Big Faces and Bright Lights, en 2007 qui ne sera jamais publié. En 2008, il participe à la chanson Don't Know About That de Bow Wow, incluse sur la compilation Down and Dirty, Vol. 23 de DJ Bobby Black. En 2009, il publie sa mixtape Look Who’s Back.
En 2010, il annonce un nouvel album, Small Things to a Giant, à New York prévu au label Trotti Entertainment. Le 22 juin 2010, il publie l'album Tha Life of A Youngsta. Le 11 septembre 2012, il publie la mixtape Higher qui fait participer DJ Burn One et DJ Black Bill Gates. En 2014, il publie sa mixtape Highend Lowlife. En 2014, il annonce sa propre marque de vêtements appelée Dealers In Paris ; il publie également un single du même nom avec DJ Toomp. Au début de 2015, il publie le single Lawd issu d'un nouveau projet intitulé Project Runway.

## Discographie

### Mixtapes
- 2012 : Higher
- 2014 : Highend Lowlife